# Cách li sinh sản

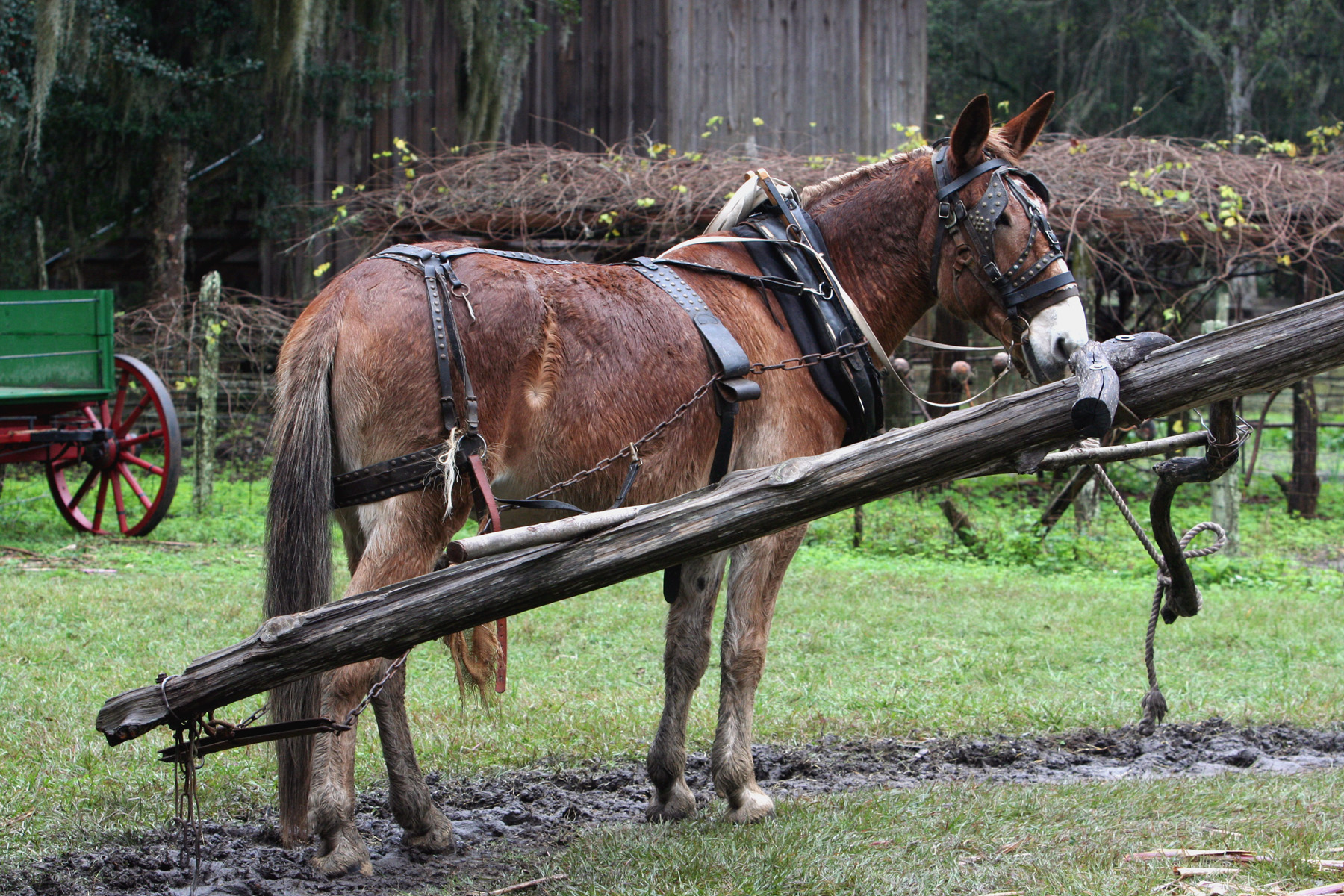
Con la là một ví dụ cho sự cách ly sinh sản, chúng có thể được sinh ra từ phép lai khác loài nhưng chúng không thể có con do đó không di truyền tính trạng của mình cho thế hệ sau (bất hữu thụ), nghĩa là sẽ không hình thành loài la, đây là cơ chế của tạo hóa

Cách ly sinh sản (Reproductive isolation) là một tập hợp các cơ chế tiến hóa, các hành vi và các quá trình sinh lý quan trọng để xác định sự ngăn cản các thành viên của các loài khác nhau sinh ra con cái, hoặc đảm bảo rằng bất kỳ con cái nào từ việc lai khác loài là bất hữu thụ (vô sinh). Những rào cản này duy trì tính toàn vẹn của một loài bằng cách giảm dòng gen giữa các loài có liên quan, kể cả loài thân thuộc. Các cơ chế của sự cách li sinh sản đã được phân loại theo một số cách, nhà động vật học Ernst Mayr đã phân loại các cơ chế của sự cách ly sinh sản thành hai loại lớn là cách ly tiền hợp tử chỉ về những diễn biến trước khi thụ tinh (hoặc trước khi giao phối đối với động vật) và cách ly sau hợp tử cho những diễn tiến sau khi thụ hợp. Cơ chế cách ly sinh sản là một trong những nhân tố giải thích sự hình thành loài và tính ổn định của các loài.

## Cơ chế
Các cơ chế cách ly sinh sản được kiểm soát về mặt di truyền và có thể xuất hiện ở những loài có sự phân bố địa lý trùng lặp (đồng quy địa lý) hoặc riêng biệt (loài biệt hóa) kể cả Loài thân thuộc là những loài có hình thái rất giống nhau (loài đồng hình) nhưng cách li sinh sản với nhau. Giữa hai loài có sự cách li sinh sản (các cá thể không giao phối với nhau hoặc giao phối nhưng sinh ra con không có khả năng sinh sản hữu tính-bất thụ) do đó, cách li sinh sản là quá trình ngăn cản quá trình giao phối của các các thể trong quần thể với nhau và làm tăng cường sự sai khác vốn gen giữa các quần thể so với quần thể ban đầu. Các kiểu cách li sinh sản phổ biến gồm cách li địa lí và cách li sinh sản. Trong đo, cách li sinh sản chính là các trở ngại trên cơ thể sinh vật (trở ngại sinh học) ngăn cản các cá thể giao phối với nhau hoặc ngăn cản tạo ra con lai hữu thụ.
Cách li sinh sản bao gồm cách li trước hợp tử và cách li sau hợp tử. Cách li trước hợp tử bao gồm cách li nơi ở, cách li tập tính, cách li thời gian (mùa vụ), cách li cơ học. Cách li trước hợp tử gồm những trở ngại ngăn cản các cá thể giao phối với nhau để sinh hợp tử được gọi là cách li trước hợp tử thí dụ như cách li nơi ở (cách li sinh cảnh) như do sống ở những sinh cảnh khác nhau nên không giao phối với nhau, cách li tập tính do tập tính giao phối khác nhau nên không giao phối được với nhau, sống trong cùng khu vực địa lí nhưng trong sinh cảnh khác nhau nên không thể giao phối, ví dụ như loài chó nhà và chó sói hoặc vịt nhà và loài vịt trời sống ở những sinh cảnh khác nhau.
Cách li thời gian (mùa vụ, sinh thái) ví dụ như do mùa sinh sản khác nhau nên không giao phối được với nhau ví dụ như các cá thể thuộc các quần thể có các mùa sinh sản khác nhau, không thể giao phối với nhau được, chẳng hạn như loài sáo đen và sáo nâu có mùa sinh sản khác nhau. Cách li cơ học là do đặc điểm cấu tạo cơ quan sinh sản khác nhau nên không thể giao phối với nhau, ví dụ như các loài chim bói cá thân thuộc có tập tính kết đôi và giao phối khác nhau hay do cấu tạo của cơ quan sinh sản khác nhau làm cho các cá thể thuộc các quần thể khác nhau không giao phối được với nhau ví dụ hươu cao cổ và hươu sao có cấu tạo cơ thể và cơ quan sinh sản khác nhau
Cách li sau hợp tử là những trở ngại ngăn cản việc tạo ra con lai hoặc ngăn cản việc tạo ra con lai hữu thụ. Những trở ngại ngăn cản việc tạo ra con lai hoặc ngăn cản tạo ra con lai hữu thụ, thực chất là cách li di truyền, do không tương hợp giữa 2 bộ NST của bố mẹ về số lương, hình thái, cấu trúc. Thụ tinh được nhưng hợp tử không phát triển. Hợp tử phát triển nhưng con lai không sống hoặc con lai bất thụ. Giữa các loài với nhau có một ranh giới lớn ngăn cách việc lai tạo, đó chính là sự cách li sinh sản, bao gồm sự khác biệt về hình thái, hành vi giao phối và tín hiệu thu hút bạn tình, thời điểm sinh sản khác nhau, sự cách li trước và sau thụ tinh. Ranh giới tương tự cũng tồn tại ở thực vật, với sự khác biệt về mùa ra hoa, vật chủ thụ phấn, sự ức chế phát triển ống dẫn phấn, tính bất thụ bào chất soma (do sự không hợp giữa nội nhũ và phôi), tính bất thụ gen-tế bào chất đực và cấu trúc nhiễm sắc thể.

## Ý nghĩa

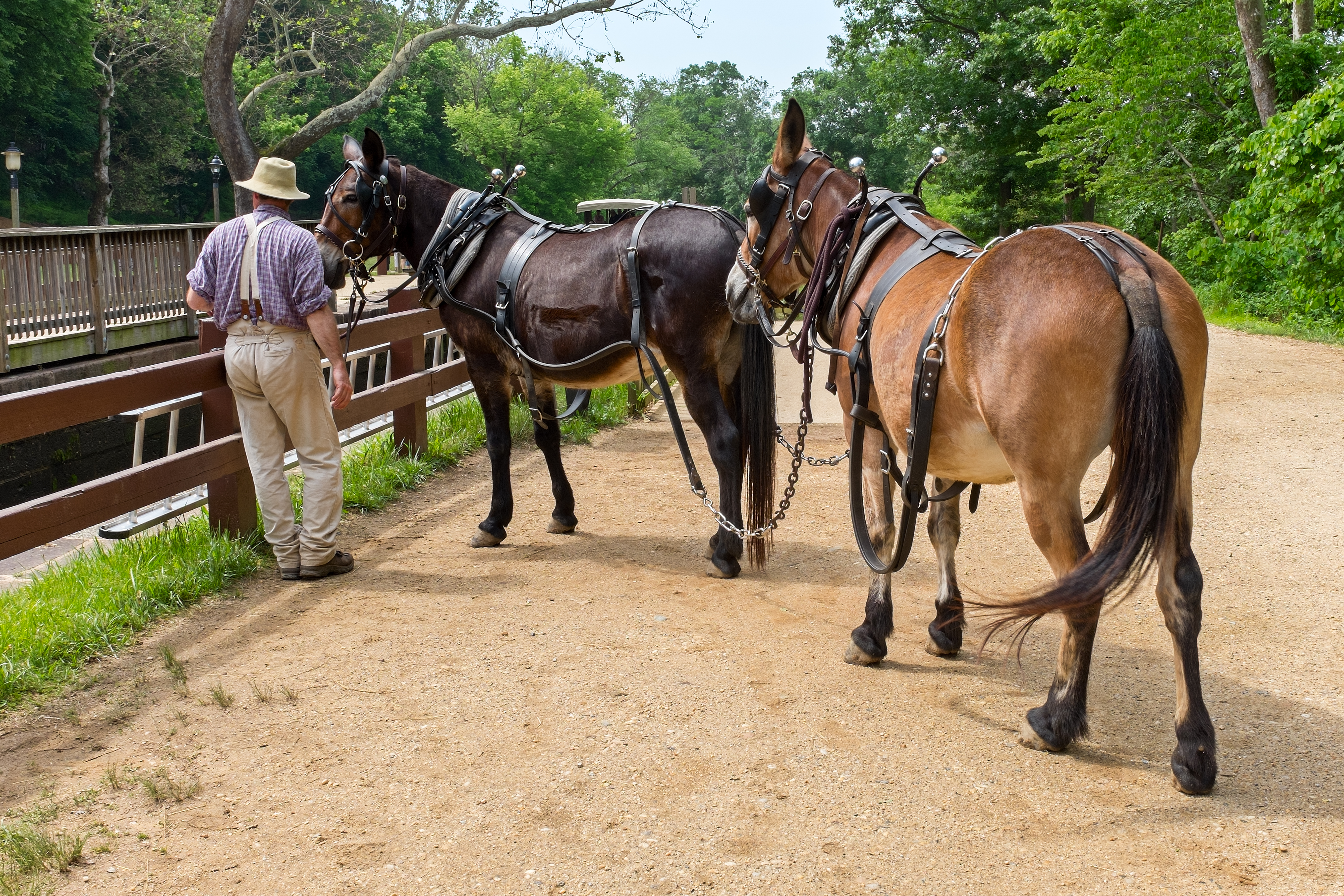
Những con la vô sinh

Theo định nghĩa của Ernst Mayr thì loài là nhóm các quần thể tự nhiên có khả năng giao phối với nhau và tương đối cách ly sinh sản với các nhóm khác. Điều này sẽ trả lời cho câu hỏi thắc mắc là nếu người giao phối với khỉ (hay dã nhân, vượn) thì có thể sinh con hay không?. Trước đây, khi chưa có định nghĩa về loài và chưa có sự khám phá về nhiễm sắc thể (chromosomes) cũng như về gene trên các nhiễm sác thể, các nhà khoa học tự đặt câu hỏi, khỉ là loài rất gần với người, nghĩa là có nhiều tính chất giống người, vậy nếu người giao phối với khỉ thì có thể sinh con hay không? để giải mã cho các truyền thuyết địa phương về việc những sinh vật dã nhân bắt cóc phụ nữ hãm hiếp để rồi mang thai với chúng.
Để trả lời câu hỏi đó, người ta từng nuôi một vượn Bonono cái là loài linh trưởng dã nhân hiền lành nhất, giống người nhất, có tính dục mạnh mẽ nhất, rồi chờ đến khi cô khỉ cái tới thời kỳ động dục, họ cho một người đàn ông tráng kiện giao phối với cô khỉ này. Kết quả là dù giao phối bao nhiêu lần chăng nữa cô khỉ vẫn không có thai. Họ cho rằng có lẽ do nuôi trong điều kiện không giống với điệu kiện tự nhiên nên cô khỉ không thể thụ thai. Họ làm thí nghiệm khác rất công phu là sang bên Phi châu, thuê thanh niên Phi châu khỏe mạnh, sung sức, không mặc quần áo, gia nhập đàn khỉ Bonono kể cả đàn khỉ đột rồi dùng thức ăn làm quen với các cô khỉ cái, sống với các cô này như vợ chồng và giao phối với các cô đó trong điều kiện tự nhiên. Kết quả là không cô nào có thai cả. Các nhà khoa học đi đến kết luận khi người giao phối với khỉ thì không thể thụ thai.
Sau khi đã có định nghĩa về loài của nhà sinh vật học người Đức Ernst Mayr, nhất là sau khi đã có những hiểu biết về nhiễm sắc thể và gene, không cần làm những thí nghiệm như trên người ta cũng biết hai sinh vật khác loài như người và khỉ khi giao phối với nhau thì không thể thụ tinh để sinh ra con được. Theo định nghĩa của Ernst Mayr: "Loài là một nhóm các ca thể sinh vật có những đặc điểm tương đối giống nhau và có khả năng giao phối với nhau sinh sản ra thế hệ tương lai" thì hai loài khác nhau thì không thể giao phối với nhau, hoặc có giao phối nhưng không thể sinh sản, hoặc có sinh sản nhưng con của chúng không sinh sản được vì mỗi loài có bộ nhiễm sắc thể khác nhau, trên đó có các gene di truyền. Ở người có 46 NST tức 23 đôi, ở khỉ có 42 NST tức 21 đôi nên khi giao tử của người gặp giao tử của khỉ trong sự giao phối, số lượng các NST không phù hợp nên chúng không thể kết hợp với nhau để tạo ra bào thai được.
Trong thế giới động vật chỉ có trường hợp con lừa và con ngựa là hai loài khác nhau, chúng có thể giao phối với nhau sinh ra con gọi là con la, nhưng con la không sinh sản được. Con lai khác loài thường bộc lộ các điểm nét và đặc trưng của cả bố và mẹ, nhưng thường vô sinh, làm ngăn trở dòng gen giữa hai loài. Sự vô sinh thường được cho là do sự khác biệt về số lượng nhiễm sắc thể giữa hai loài, ví dụ, loài lừa có 62 nhiễm sắc thể, ngựa có 64 nhiễm sắc thể, còn la và lừa la có 63 nhiễm sắc thể. Lừa, lừa la và nhiều loài lai xa (khác loài, chi, giống) thường vô sinh và không thể sản sinh giao tử có khả năng sống, vì sự khác biệt trong cấu trúc nhiễm sắc đã thể ngăn chặn sự ghép đôi tương thích và sự phân li trong giảm phân, khiến cho quá trình giảm phân bị đứt đoạn, tinh trùng và trứng hữu thụ không thể hình thành. Tuy nhiên, có báo cáo cho rằng sự thụ tinh giữa một con la cái với một con lừa đực đã từng xảy ra.
Sự đa dạng trong cơ chế cách li đã giới hạn sự thành công trong lai giống, bao gồm sự khác biệt lớn trong di truyền giữa hầu hết các loài. Những ranh giới bao gồm sự khác biệt về hình thái, thời điểm sinh sản, hành vi thu hút và giao phối, sự cách li trước và sau thụ tinh. Ở thực vật, một số giới hạn việc lai giống bao gồm sự khác biệt về mùa ra hoa, vật chủ thụ phấn, sự ức chế phát triển ống dẫn phấn, tính bất thụ bào chất soma (do sự không hợp giữa nội nhũ và phôi), tính bất thụ gen-tế bào chất đực và cấu trúc nhiễm sắc thể. Lúa mì cứng là loài thể song nhị bội, bắt nguồn từ loài lúa mì Triticum dicoccum - được lai tạo từ hai loài lúa mì thể song bộiTriticum urartu và loài cỏ dê.

## Tham chiếu
- Baker, H G (1959). "Reproductive methods as factors in speciation in flowering plants". Cold Spring Harb Symp Quant Biol. 24: 177–191. doi:10.1101/sqb.1959.024.01.019. PMID 13796002.
- Barton N.; Bengtsson B. O. (1986), "The barrier to genetic exchange between hybridising populations", Heredity, 57 (3): 357–376, doi:10.1038/hdy.1986.135, PMID 3804765.
- Strickberger, M. 1978. Genética. Omega, Barcelona, España, p.: 874-879. ISBN 84-282-0369-5.
- Levine, L. 1979. Biología del gen. Ed. Omega, Barcelona. ISBN 84-282-0551-5.
- Wiens, J (2004). "Speciation and Ecology Revisited: Phylogenetic Niche Conservatism and the Origin of Species". Evolution. 58 (1): 193–197. doi:10.1111/j.0014-3820.2004.tb01586.x. PMID 15058732.
- Wu, C. I.; Hollocher, H.; Begun, D. J.; Aquadro, C. F.; Xu, Y.; Wu, M. L. (1995), "Sexual isolation in Drosophila melanogaster: a possible case of incipient speciation" (PDF), Proceedings of the National Academy of Sciences of the United States of America, 92 (7): 2519–2523, Bibcode:1995PNAS...92.2519W, doi:10.1073/pnas.92.7.2519, PMC 42249, PMID 7708677
- West-eberhard, M.J. (1983), "Sexual Selection, Social Competition, and Speciation", The Quarterly Review of Biology, 58 (2): 155, doi:10.1086/413215
- Mendelson, T.C. (2003), "Sexual Isolation Evolves Faster Than Hybrid Inviability in a Diverse and Sexually Dimorphic enus of", Evolution, 57 (2): 317–327, doi:10.1111/j.0014-3820.2003.tb00266.x, PMID 12683528
- Perdeck, A.C. (1958), "The Isolating Value of Specific Song Patterns in Two Sibling Species of Grasshoppers (Chorthippus brunneus Thunb. and C. biguttulus L.)", Behaviour, 12 (1–2): 1–75, doi:10.1163/156853957X00074
- Casares, P. 2008. Genética de poblaciones y evolutiva. Capítulo 17. Genética del aislamiento reproductivo. Universidad de Oviedo, España. [1]
- Coyne, J.A.; Crittenden, A.P.; Mah, K. (1994), "Genetics of a pheromonal difference contributing to reproductive isolation in Drosophila", Science, 265 (5177): 1461–1464, Bibcode:1994Sci...265.1461C, doi:10.1126/science.8073292, PMID 8073292
- LEHMAN N; Eisenhawer, A.; Hansen, K.; David Mech, L.; Peterson, R. O.; Gogan, P. J. P.; Wayne, R. K. (1991), "Introgression of coyote mitochondrial DNA into sympatric North American gray wolf populations", Evolution, 45 (1): 104–119, doi:10.1111/j.1558-5646.1991.tb05270.x, JSTOR 2409486, PMID 28564062.
- Masly, John P. (2012). "170 Years of "Lock-and-Key": Genital Morphology and Reproductive Isolation". International Journal of Evolutionary Biology. 2012: 247352. doi:10.1155/2012/247352. PMC 3235471. PMID 22263116.
- Grant, V. (1994), "Modes and Origins of Mechanical and Ethological Isolation in Angiosperms" (PDF), Proceedings of the National Academy of Sciences, 91 (1): 3–10, Bibcode:1994PNAS...91....3G, doi:10.1073/pnas.91.1.3, PMC 42875, PMID 11607448
- Willis, B. L.; Babcock, R. C.; Harrison, P. L.; Wallace, C. C. (1997). "Experimental hybridization and breeding incompatibilities within the mating systems of mass spawning reef corals". Coral Reefs. 16: 5. doi:10.1007/s003380050242.
- Rawson, P. D.; Slaughter, C.; Yund, P. O. (2003). "Patterns of gamete incompatibility between the blue mussels Mytilus edulis and M. trossulus". Marine Biology. 143 (2): 317–325. doi:10.1007/s00227-003-1084-x.
- Harper, F.M.; Hart, M. W. (2005). "Gamete Compatibility and Sperm Competition Affect Paternity and Hybridization between Sympatric Asterias Sea Stars". Biological Bulletin. 209 (2): 113–126. doi:10.2307/3593129. JSTOR 3593129. PMID 16260771.
- Sala, C.A. (1993). "Incompatibilidad cruzada entre cinco especies tuberosas de Solanum (Solanaceae)". Darwiniana. 32: 15–25.
- Hogenboom, N.G.; Mather, K. (1975), "Incompatibility and Incongruity: Two Different Mechanisms for the Non-Functioning of Intimate Partner Relationships", Proceedings of the Royal Society B: Biological Sciences, 188 (1092): 361–375, Bibcode:1975RSPSB.188..361H, doi:10.1098/rspb.1975.0025
- Hadley, H.H. & Openshaw, S.J. 1980. Interspecific and intergeneric hybridization. In: Hybridization of Crop Plants. American Society of Agronomy, Crop Science Society of America, Madiso, Wisconsin, pag.: 133-155.
- Moore, J.A: 1949. Patterns of evolution in the genus Rana. En: Genetics, Paleontology and Evolution. Gepsen, G., Mayr, E. & Simpson, G. (eds). Princeton University Press, pag.: 315-355.
- Brink, R.A.; Cooper, D.C. (1947), "The endosperm in seed development", The Botanical Review, 13 (9): 479–541, doi:10.1007/BF02861549
- Woodell, S.R.J.; Valentine, D.H. (1961), "Ix. Seed Incompatibility in Diploid-autotetraploid Crosses", New Phytologist, 60 (3): 282–294, doi:10.1111/j.1469-8137.1961.tb06256.x
- Valentine, D.H.; Woodell, S.R.J. (1963), "X. Seed Incompatibility in Intraspecific and Interspecific Crosses at Diploid and Tetraploid Levels", New Phytologist, 62 (2): 125–143, doi:10.1111/j.1469-8137.1963.tb06321.x
- Valentine, D.H.; Woodell, S.R.J. (1960), "Seed Incompatibility in Primula", Nature, 185 (4715): 778–779, Bibcode:1960Natur.185..778V, doi:10.1038/185778b0
- Marks, G.E. (1966), "The Origin and Significance of Intraspecific Polyploidy: Experimental Evidence from Solanum chacoense", Evolution, 20 (4): 552–557, doi:10.2307/2406589, JSTOR 2406589, PMID 28562905
- Nishiyama, I.; Yabuno, T. (1979), "Triple fusion of the primary endosperm nucleus as a cause of interspecific cross-incompatibility in Avena", Euphytica, 28 (1): 57–65, doi:10.1007/BF00029173
- Nishiyama, I. (1984), "Interspecific cross-incompatibility system in the genus Avena", Journal of Plant Research, 97 (2): 219–231, doi:10.1007/bf02488695
- Stebbins, G.L. (1958), "The inviability, weakness, and sterility of interspecific hybrids", Adv Genet, Advances in Genetics, 9: 147–215, doi:10.1016/S0065-2660(08)60162-5, ISBN 9780120176090, PMID 13520442
- Anderson, E.; Stebbins, G.L. (1954), "Hybridization as an Evolutionary Stimulus", Evolution, 8 (4): 378–388, doi:10.2307/2405784, JSTOR 2405784
- Stebbins, G.L., G. L. (1941), "Apomixis in the Angiosperms", The Botanical Review, 7 (10): 507–542, doi:10.1007/BF02872410, JSTOR 4353257
- Campbell, C.S.; Wright, W.A. (1996), "Apomixis, hybridization, and taxonomic complexity in eastern north American Amelanchier (Rosaceae)", Folia Geobotanica, 31 (3): 345–354, doi:10.1007/BF02815379
- Ritz, C. M.; Schmuths, H.; Wissemann, V. (2005), "Evolution by Reticulation: European Dogroses Originated by Multiple Hybridization Across the Genus Rosa", Journal of Heredity, 96 (1): 4–14, doi:10.1093/jhered/esi011, PMID 15618309
- Haldane, JBS (1922). "Sex ratio and unisexual sterility in hybrid animals". J Genet. 12 (2): 101–109. doi:10.1007/bf02983075.
- Short, R. V. (1997). "An Introduction to Mammalian Interspecific Hybrids". Journal of Heredity. 88 (5): 355–357. doi:10.1093/oxfordjournals.jhered.a023117. PMID 9378908.
- Wu, C.I.; Davis, A.W. (1993), "Evolution of Postmating Reproductive Isolation: the Composite Nature of Haldane\'s Rule and Its Genetic Bases", American Naturalist, 142 (2): 187–212, doi:10.1086/285534, PMID 19425975
- Mutschler, M.A.; Liedl, B.E. (1994), "9. Interspecific crossing barriers in Lycopersicon and their relationship to self-incompatibility", Genetic Control of Self-Incompatibility and Reproductive Development in Flowering Plants, Advances in Cellular and Molecular Biology of Plants, 2: 164–188, doi:10.1007/978-94-017-1669-7_9, ISBN 978-90-481-4340-5
- Hogenboom, N.G. (1973), "A model for incongruity in intimate partner relationships", Euphytica, 22 (2): 219–233, doi:10.1007/BF00022629
- Ascher, P.D. (1986), Incompatibility and incongruity: two mechanisms preventing gene transfer between taxa
- Templeton, A.R. (1981), "Mechanisms of Speciation-A Population Genetic Approach", Annual Review of Ecology and Systematics, 12 (1): 23–48, doi:10.1146/annurev.es.12.110181.000323
- Wu, C.; Palopoli, M.F. (1994), "Genetics of Postmating Reproductive Isolation in Animals", Annual Review of Genetics, 28 (1): 283–308, doi:10.1146/annurev.ge.28.120194.001435, PMID 7893128
- Watanabe, T.K. (1979), "A Gene That Rescues the Lethal Hybrids Between Drosophila melanogaster and D. simulans", The Japanese Journal of Genetics, 54 (5): 325–331, doi:10.1266/jjg.54.325
- Carracedo, Maria C.; Asenjo, Ana; Casares, Pelayo (2000), "Location of Shfr, a new gene that rescues hybrid female viability in crosses between Drosophila simulans females and D. melanogaster males", Heredity, 84 (6): 630–638, doi:10.1046/j.1365-2540.2000.00658.x, PMID 10886378
- Hutter, P.; Roote, J.; Ashburner, M. (1990), "A Genetic Basis for the Inviability of Hybrids Between Sibling Species of Drosophila" (PDF), Genetics, 124 (4): 909–920, PMC 1203982, PMID 2108905
- Brideau, Nicholas J.; Flores, Heather A.; Wang, Jun; Maheshwari, Shamoni; Wang, Xu; Barbash, Daniel A. (2006), "Two Dobzhansky-Muller Genes Interact to Cause Hybrid Lethality in Drosophila", Science, 314 (5803): 1292–1295, Bibcode:2006Sci...314.1292B, doi:10.1126/science.1133953, PMID 17124320
- Ting, Chau-Ti; Tsaur, Shun-Chern; Sun, Sha; Browne, William E.; Chen, Yung-Chia; Patel, Nipam H.; Wu, Chung-I (2004), "Gene duplication and speciation in Drosophila: Evidence from the Odysseus locus", Proceedings of the National Academy of Sciences of the United States of America, 101 (33): 12232–12235, Bibcode:2004PNAS..10112232T, doi:10.1073/pnas.0401975101, PMC 514461, PMID 15304653
- Nei, Masatoshi; Zhang, Jianzhi (1998), "EVOLUTION: Molecular Origin of Species" (PDF), Science, 282 (5393): 1428–1429, doi:10.1126/science.282.5393.1428, PMID 9867649, archived from the original (PDF) on ngày 5 tháng 9 năm 2006
- Sun, Sha; Ting, Chau-Ti; Wu, Chung-I (2004), "The Normal Function of a Speciation Gene, Odysseus, and Its Hybrid Sterility Effect", Science, 305 (5680): 81–83, Bibcode:2004Sci...305...81S, doi:10.1126/science.1093904, PMID 15232104
- Ting, Chau-Ti; Tsaur, Shun-Chern; Wu, Chung-I (2000), "The phylogeny of closely related species as revealed by the genealogy of a speciation gene, Odysseus" (PDF), Proceedings of the National Academy of Sciences of the United States of America, 97 (10): 5313–5316, Bibcode:2000PNAS...97.5313T, doi:10.1073/pnas.090541597, PMC 25825, PMID 10779562
- Orr, H. Allen (2005), "The genetic basis of reproductive isolation: Insights from Drosophila", Proceedings of the National Academy of Sciences of the United States of America, 102 (Suppl 1): 6522–6526, Bibcode:2005PNAS..102.6522O, doi:10.1073/pnas.0501893102, PMC 1131866, PMID 15851676
- Presgraves, D.C.; Balagopalan, L.; Abmayr, S.M.; Orr, H.A. (2003), "Adaptive evolution drives divergence of a hybrid inviability gene between two species of Drosophila" (PDF), Nature, 423 (6941): 715–719, Bibcode:2003Natur.423..715P, doi:10.1038/nature01679, PMID 12802326, archived from the original (PDF) on ngày 1 tháng 8 năm 2010
- Barbash, Daniel A. (2007), "Nup96-Dependent Hybrid Lethality Occurs in a Subset of Species from the simulans Clade of Drosophila", Genetics, 176 (1): 543–52, doi:10.1534/genetics.107.072827, PMC 1893067, PMID 17409061
- Noor, M.A.F.; Grams, K.L.; Bertucci, L.A.; Reiland, J. (2001), "Chromosomal inversions and the reproductive isolation of species", Proceedings of the National Academy of Sciences, 98 (21): 12084–8, Bibcode:2001PNAS...9812084N, doi:10.1073/pnas.221274498, PMC 59771, PMID 11593019
- Rieseberg, L.H. (2001), "Chromosomal rearrangements and speciation" (PDF), Trends in Ecology & Evolution, 16 (7): 351–358, doi:10.1016/S0169-5347(01)02187-5, PMID 11403867, archived from the original (PDF) on ngày 31 tháng 7 năm 2010
- Taylor, S.; Arnold, M.; Martin, M. (2009). "The genetic architecture of reproductive isolation in Louisiana irises: Hybrid fitness in nature". Evolution. 63 (10): 2581–2594. doi:10.1111/j.1558-5646.2009.00742.x. PMID 19549289.
- Kephart, S.; Heiser, C. (1980). "Reproductive isolation in Asclepias: Lock and Key Hypothesis Reconsidered". Evolution. 34 (4): 738–746. doi:10.2307/2408028. JSTOR 2408028. PMID 28563987.
- Carney, S.; Hodges, S. (1996). "Effects of Differential Pollen-tube Growth on Hybridization in Louisiana Irises". Evolution. 50 (5): 1871–1878. doi:10.2307/2410745. JSTOR 2410745. PMID 28565590.
- Williams, J.; Friedman, W.; Arnold, M. (1999). "Developmental selection within the angiosperm style: Using gamete DNA to visualize interspecific pollen competition". Proceedings of the National Academy of Sciences. 96 (16): 9201–9206. Bibcode:1999PNAS...96.9201W. doi:10.1073/pnas.96.16.9201. PMC 17757. PMID 10430920.
- Norrmann, G.; Bovo, O. (2007). "Post-zygotic seed abortion in sexual diploid apomitic tetraploid intra-specific Paspalum crosses". Australian Journal of Botany. 42 (4): 449–456. doi:10.1071/bt9940449.
- Kinoshita, T (2007). "Reproductive barrier and genomic imprinting in the endosperm of flowering plants". Genes & Genetic Systems. 82 (3): 177–86. doi:10.1266/ggs.82.177. PMID 17660688.
- Emms, S.; Hodges, S.; Arnold, M. (1996). "Pollen-tube competition; siring success and consistent asymmetric hybridization in Louisiana iries". Evolution. 50 (6): 2201–2206. doi:10.2307/2410691. JSTOR 2410691. PMID 28565672.
- Bomblies K, Weigel D (2007), "Hybrid necrosis: autoimmunity as a potential gene-flow barrier in plant species", Nature Reviews Genetics, 8 (5): 382–393, doi:10.1038/nrg2082, PMID 17404584.
- Bomblies K, Lempe J, Epple P, Warthmann N, Lanz C, Dangl JL, Weigel D (2007), "Autoimmune response as a mechanism for a Dobzhansky-Muller-type incompatibility syndrome in plants", PLOS Biol., 5 (9): e23, doi:10.1371/journal.pbio.0050236, PMC 1964774, PMID 17803357.
- Hou, J.; Friedrich, A.; De Montigny, J.; Schacherer, J. (2014). "Chromosomal Rearrangements as a Major Mechanism in the Onset of Reproductive Isolation in Saccharomyces cerevisiae". Current Biology. 24 (10): 1153–9. doi:10.1016/j.cub.2014.03.063. PMC 4067053. PMID 24814147.
- Miller, Wolfgang J.; Ehrman, Lee; Schneider, Daniela (2010). "Infectious Speciation Revisited: Impact of Symbiont-Depletion on Female Fitness and Mating Behavior of Drosophila paulistorum". PLOS Pathogens. 6 (12): e1001214. doi:10.1371/journal.ppat.1001214. PMC 2996333. PMID 21151959.
- Breeuwer, J.A.J.; Werren, J.H. (1990), "Microorganisms associated with chromosome destruction and reproductive isolation between two insect species", Nature, 346 (6284): 558–560, Bibcode:1990Natur.346..558B, doi:10.1038/346558a0, PMID 2377229
- Bordenstein, S.R.; O'Hara, F.P.; Werren, J.H. (2001), "Wolbachia-induced incompatibility precedes other hybrid incompatibilities in Nasonia", Nature, 409 (6821): 707–710, Bibcode:2001Natur.409..707B, doi:10.1038/35055543, PMID 11217858
- Vala, F.; Breeuwer, J. A. J.; Sabelis, M. W. (2000), "Wolbachia-induced\'hybrid breakdown\'in the two-spotted spider mite Tetranychus urticae Koch" (PDF), Proceedings of the Royal Society B, 267 (1456): 1931–1937, doi:10.1098/rspb.2000.1232, PMC 1690764, PMID 11075704[permanent dead link]
- Shoemaker, D.D.; Katju, V.; Jaenike, J. (1999), "Wolbachia and the evolution of reproductive isolation between Drosophila recens and Drosophila subquinaria" (PDF), Evolution, 53 (1): 157–1, doi:10.2307/2640819, JSTOR 2640819, archived from the original (PDF) on ngày 11 tháng 7 năm 2004
- Giordano, Rosanna; Jackson, Jan J.; Robertson, Hugh M. (1997), "The role of Wolbachia bacteria in reproductive incompatibilities and hybrid zones of Diabrotica beetles and Gryllus crickets", Proceedings of the National Academy of Sciences of the United States of America, 94 (21): 11439–11444, Bibcode:1997PNAS...9411439G, doi:10.1073/pnas.94.21.11439, PMC 23493, PMID 9326628
- Koopman K.F. (1950), "Natural selection for reproductive isolation between Drosophila pseudoobscura and Drosophila persimilis", Evolution, 4 (2): 135–148, doi:10.2307/2405390, JSTOR 2405390.
- Ollerton, J. "Flowering time and the Wallace Effect" (PDF). Heredity, August 2005. Archived from the original (PDF) on ngày 5 tháng 6 năm 2007. Truy cập ngày 22 tháng 5 năm 2007.
- Sawyer, S.; Hartl, D. (1981), "On the evolution of behavioral reproductive isolation: the Wallace effect", Theor. Popul. Biol., 19 (2): 261–273, doi:10.1016/0040-5809(81)90021-6
- Gillespie, John H. (1991), "The Burden of Genetic Load", Science, 254 (5034): 1049, Bibcode:1991Sci...254.1049W, doi:10.1126/science.254.5034.1049, PMID 17731526
- Bush, G.L. (1975), "Modes of Animal Speciation", Annual Review of Ecology and Systematics, 6 (1): 339–364, doi:10.1146/annurev.es.06.110175.002011
- Silvertown, J.; Servaes, C.; Biss, P.; MacLeod, D. (2005), "Reinforcement of reproductive isolation between adjacent populations in the Park Grass Experiment" (PDF), Heredity, 95 (3): 198–205, doi:10.1038/sj.hdy.6800710, PMID 15999138, archived from the original (PDF) on ngày 5 tháng 6 năm 2011, retrieved ngày 19 tháng 11 năm 2009
- Antonovics, J. (2006), "Evolution in closely adjacent plant populations X: long-term persistence of prereproductive isolation at a mine boundary", Heredity, 97 (1): 33–37, doi:10.1038/sj.hdy.6800835, PMID 16639420
- Dodd, D.M.B. (1989). "Reproductive isolation as a consequence of adaptive divergence in Drosophila pseudoobscura" (PDF). Evolution. 43 (6): 1308–1311. doi:10.2307/2409365. JSTOR 2409365. PMID 28564510. Archived from the original (PDF) on ngày 31 tháng 3 năm 2010.